# Iranofobi

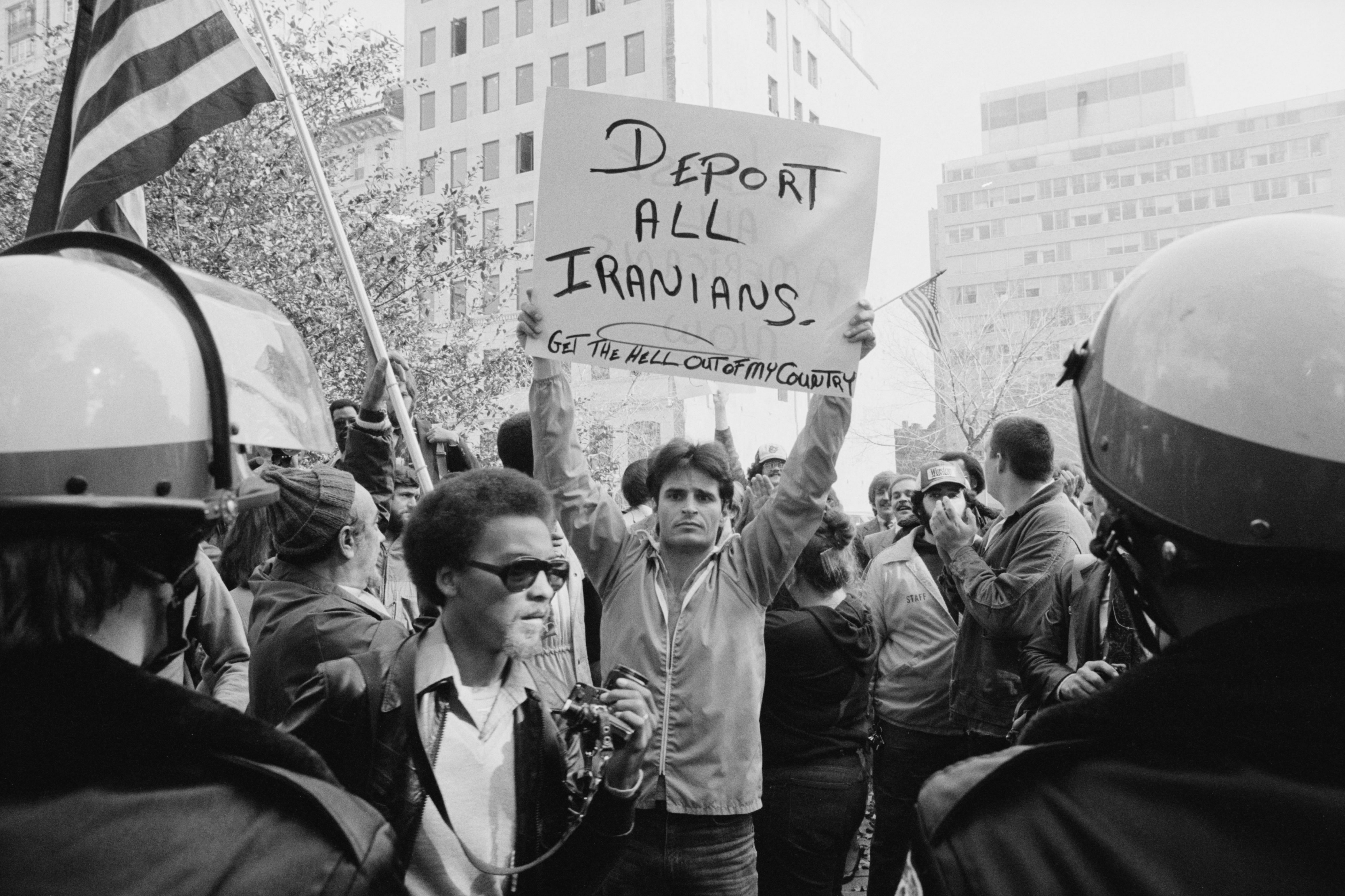
En amerikansk man håller upp ett plakat med texten "Deportera alla iranier" under en demonstration i Washington, D.C. i samband med gisslankrisen i Iran 1979.

Iranofobi avser en fientlig inställning mot iranier och iransktalande folk. Begreppet inbegriper känslor och uttryck för fientlighet, hat, diskriminering eller fördomar mot Iran (historiskt känt som Persien), dess kultur och mot personer på grundval av deras koppling till Iran och iransk kultur.

## Iranofobi i arabvärlden
Historiskt sett har fördomar mot iranska folk (och etniska perser i synnerhet) varit framträdande i arabvärlden efter den arabiska invasionen av Iran och det sasanidiska rikets fall på 650-talet e.Kr.
Iraks diktator Saddam Hussein, som startade Iran–Irak-kriget 1980, åberopade den arabiska invasionen (på 600-talet) när han kallade angreppskriget för "Det andra [slaget vid] al-Qadisiyyah". Saddam Hussein lät efter krigsslutet uppföra det så kallade Segermonumentet (Victory Arch) som föreställer al-Qadisiyyas två svärd i centrala Bagdad. Symboliken var ämnad att väcka det historiska hatet mot iranier till liv bland araber.

## Iranofobi i USA efter 1979
Efter revolutionen i Iran och gisslankrisen i Teheran 1979 ökade iranofobiska yttringar avsevärt i USA. Den amerikanske journalisten Steven Zeitchick skrev 2020 i The Washington Post att "amerikanska underhållningsföretag i årtionden har försökt porträttera Iran som ett blodtörstigt land".
Iranofobi avspeglas i Hollywoodfilmer som Inte utan min dotter (1991), Alexander (2004), 300 (2007) och Argo (2012) i vilka iranier av vissa anses porträtteras starkt negativt och fientligt. Samtliga av dessa filmer har kritiserats skarpt av iranier både i och utanför Iran samt av den iranska staten.
Filmen Inte utan min dotter har också fördömts av flera västerländska kritiker, däribland Roger Ebert vid Chicago Sun Times och Caryn James vid The New York Times för sin fördomsfulla porträttering av iranier i gemen som onda, våldsbenägna och kvinnofientliga. Ebert skriver: "Om en film av så fientlig och illvillig karaktär skulle göras i USA om någon annan etnisk grupp, skulle den fördömas som rasistisk och fördomsfull." Tidskriften Time fastslog om 300 att "filmen skildrar iranier som demoner, utan kultur, känsla eller mänsklighet, vilka inte tänker på något annat än att attackera andra nationer och döda människor".